# Petrus Heitzer
P. Petrus Heitzer O.Carm. (* 3. April 1777 in Straubing; † 15. Februar 1847 ebenda) war römisch-katholischer Priester und Karmelit. Er erreichte nach der Säkularisation die Wiedererrichtung des Karmelitenklosters in Straubing.

## Leben
Petrus Heitzer wurde in Straubing geboren und auf den Namen Johann Michael getauft. Seine Eltern waren Johann Michael Heitzer und Agnes, geborene zu Brennberg. Er legte am 4. April 1798 bei den Karmeliten mit dem Ordensnamen Petrus seine Profess ab. Seine feierliche Profess war die letzte vor der Säkularisation des Klosters. Am 8. März 1800 wurde er in Regensburg zum Priester geweiht. Am 3. August 1815 wurde er zum Prior gewählt. Er starb am 15. Februar 1847 und wurde am 18. Februar in der Kirchengruft des Karmelitenklosters Straubing begraben.

## Wiederbegründung des Karmels in Straubing
Nach der Aufhebung der Klöster durch die Säkularisation in Bayern 1802 wurde das Karmelitenkloster in Straubing zum Aussterbekloster für die bayerischen Karmeliten bestimmt. Petrus Heitzer erreichte als letzter Karmelit die Wiedereröffnung des Klosters. Am 19. Juni 1841 bewilligte König Ludwig I. in München die Wiedereröffnung des Klosters. Bischof Valentin Riedel eröffnete am 20. Juli 1842 feierlich das Kloster wieder. Pater Petrus Heitzer trägt den Ehrentitel „Konservator und Restaurator des Karmelitenklosters“.